# Знаменка (Куюргазинський район)
Зна́менка (рос. Знаменка, башк. Знаменка) — присілок у складі Куюргазинського району Башкортостану, Росія. Входить до складу Крівле-Ілюшкинської сільської ради.
Утворений шляхом об'єднання двох присілків: Новознаменська 1-а (117 осіб у 2002 році, 66% росіян) та Новознаменська 2-а (62 особи у 2002 році, 55% чувашів, 40% башкирів).
Населення — 88 осіб (2010; 179 в 2002).
Національний склад:
- росіяни — 43%
- чуваші — 19%
- башкири — 14%